# Орбитофронтальная кора
Орбитофронтальная кора (ОФК) — участок префронтальной коры в лобных долях головного мозга, принимающий участие в принятии решений. У человекообразных обезьян ОФК представлена совокупностью полей Бродмана под номерами 11, 12 и 13; у людей эта кора представлена полями 10, 11 и 47.
Орбитофронтальная кора анатомически синонимична вентромедиальной префронтальной коре. ОФК выделяется отдельно, поскольку содержит определенные нейронные связи, а также выполняет строго определенные функции. Принято считать, что ОФК является частью префронтальной коры, которая получает сигналы от магноклеточных нейронов, медиальных ядер таламуса, и принимает участие в представлении эмоций и поощрений во время принятия решений. Название ОФК получила из-за своего расположения в области лобных долей, находящейся выше глазниц (орбит).

## Функции ОФК у человека
Орбитофронтальная кора человека является одной из наименее исследованных структур мозга, однако существуют предположения о том, что ОФК участвует в механизмах подкрепления, принятия решений и ожиданий. В частности, ОФК, вероятно, играет важную роль в оповещении об ожидаемых наградах/наказаниях в определенных ситуациях. Исходя из этого, мозг способен сравнивать ожидаемые награды/наказания с действительными. Таким образом, орбитофронтальная кора является ключевой структурой, ответственной за адаптивное обучение. Все вышеописанное подкреплено исследованиями на людях, человекообразных обезьянах, а также грызунах. Собственно, исследование на людях сосредоточилось на нейровизуализации здоровых людей и нейропсихологических данных пациентов, имеющих некоторые нарушения в структуре ОФК. Исследование Лейпцигского университета говорит о том, что ОФК человека активируется во время интуитивных согласованных суждений.

## Нарушения нейронных связей ОФК и их последствия
Нарушение каких-либо нейронных связей в структуре орбитофронтальной коры может привести к определенным когнитивным, поведенческим и эмоциональным расстройствам. Исследования сообщают, что основные расстройства связаны с нарушением регуляции связей ОФК, принимающих участие в процессе принятия решений, регулирования эмоций и ожидания поощрения. Комплексная нейровизуализация человека показала, что нарушение структурных и функциональных связей ОФК с субкортикальными лимбическими структурами (например, миндалевидным телом или гиппокампом) коррелирует с состоянием тревожности у взрослых пациентов.
Ещё одной проблемой, связанной с ОФК, является зависимость от психоактивных и наркотических веществ, наблюдающаяся при нарушении стриато-таламо-орбитофронтального взаимодействия. Синдром дефицита внимания и гиперактивности также может быть сопряжен с дисфункцией ОФК и систем поощрения, затрагивающих, например, способность к мотивации.
Некоторые деменции могут быть также ассоциированы с нарушением связей в структурах ОФК. Изменения поведения при фронтотемпоральной деменции связано с атрофией серого и белого веществ, включенных во взаимодействие с орбитофронтальной корой. Болезнь Альцгеймера, в конце концов, может быть вызвана уже упомянутыми изменениями в нейронных взаимодействиях в ОФК.

## Зависимость и её связь с орбитофронтальной корой
Есть основания полагать, что ОФК, наряду с прилежащим ядром (nucles accumbens) и миндалевидным телом, задействована в формировании аддикций (зависимостей). Исходя из исследований по нейровизуализации, стриато-таламо-орбитофронтальная сеть принимает участие в формировании зависимостей; пациенты, страдающие зависимостью от наркотических препаратов, особенно склонны к их приему в случае, если они имеют нарушения в стриато-таламо-орбитофронтальной сети.
При воздержании от кокаина, наблюдается усиленный метаболизм в ОФК, что сравнимо с ощущением пристрастия. Для сравнения, длительный отказ от приема кокаина (до 3-4 месяцев) приводит к активности ОФК, сравнимой с таковой у здоровых пациентов. Точно так же, у лиц, страдающих алкоголизмом, наблюдается тот же паттерн активности ОФК при длительном воздержании, что и у здоровых пациентов.
Некоторые исследования показали, что прием веществ, вызывающих привыкание, может изменить функционирование ОФК. Например, у крыс, получавших хронические дозы амфетамина, наблюдалось снижение плотности дендритных отростков в ОФК в дополнение к увеличению плотности в ядре аккумбенса. Хроническое введение кокаина также приводит к тому, что и крысы, и обезьяны хуже справляются с поведенческими задачами, связанными с функцией ОФК, такими как обратное обучение. Можно предположить порочный круг: прием наркотиков, вызывающих зависимость, нарушает нормальное функционирование ОФК, а нарушение работы ОФК, в свою очередь, приводит к плохому осознанию последствий своих действий, что влияет на будущие решения продолжить употребление наркотиков.

## Анатомия ОФК
Орбитофронтальная кора анатомически связана с прилежащим ядром (nucles accumbens) — структурой, играющей роль в механизме, формирующем зависимость от наркотических веществ. ОФК получает информацию от прилежащего ядра. Лимбические структуры, такие как миндалевидное тело, гиппокамп и цингулярная извилина передают информацию в ОФК через посредственные и непосредственные пути. Получается, что ОФК является не только мишенью для формирования пристрастия к наркотикам, но также служит для согласования информации от лимбической системы, формируя ответ лимбических структур на прием наркотических препаратов.

## Исследования на пациентах

### Тест по визуальной дискриминации
Тестирование состоит из двух компонентов. Первый компонент — «обратное обучение» — представляет из себя эксперимент с двумя карточками, предлагаемыми испытуемым, на которых представлены картинки A и B. Перед началом теста испытуемых знакомят с одним простым правилом: нажатие на кнопку при появлении картинки A сопровождается наградой, в то время как нажатие на кнопку в случае с картинкой B приводит к негативному эффекту. С тех пор, как это легкое правило усвоено, оно меняется на противоположное без осведомления испытуемых. Большинство здоровых пациентов принимает эту особенность во внимание и нажимает кнопки согласно вновь установленному правилу, однако, что интересно, подобного переобучения не наблюдается у пациентов, имеющих нарушения в орбитофронтальной коре; они продолжают нажимать кнопки, ответственные за негативное действие. Любопытная деталь состоит в том, что пациенты, страдающие недугом, отзываются о том, что уяснили правило.
Второй компонент тестирования называется «исчезновение» (extinction). Испытуемых знакомят с вышеописанным правилом, однако теперь оно меняется радикально: пациенты будут испытывать негативный эффект (наказание) при нажатии на обе кнопки. Верным окажется вариант не нажимать на них, но пациентам, имеющим нарушения в ОФК, тяжело противостоять нажатию на кнопку, несмотря на испытываемый дискомфорт.

## Последствия повреждений ОФК
Перенесенные травмы ОФК как правило способствуют проявлению распущенного поведения. Примерами подобного поведения являются обильное сквернословие, гиперсексуальность, нарушения социальных взаимодействий, склонность к употреблению наркотических веществ (в том числе к употреблению алкоголя и табака), снижение способности к эмпатии.